# Domus di Amore e Psiche
La domus di Amore e Psiche è una domus tardoantica della città romana di Ostia, costruita in opera listata nel secondo quarto del IV secolo, su una precedente fila di taberne del II secolo.

## Descrizione
La domus prende il nome da un piccolo gruppo statuario con Amore e Psiche, rinvenuto in uno dei cubicoli, le modeste stanze da letto romane.
La Domus fu costruita nel IV secolo d.C., su di un edificio pre-esistente del II secolo d.C., quando le strutture adibite ad attività commerciali ed artigianali di Ostia erano state trasferite a Portus, e alcuni aristocratici romani fecero costruire al loro posto lussuose Domus, anche se di più modeste dimensioni rispetto a quelle romane.
L'ingresso si apre su un vicolo di via del tempio di Ercole, nel settore a nord di via della Foce, poco fuori dalla porta occidentale dell'antico castrum; nella numerazione data dagli archeologi l'edificio è il n.5 dell'isolato XIV della regione I.
Due delle taberne sul lato ovest, con ingresso indipendente su via del tempio di Ercole, sono rimaste in attività anche dopo che fu costruita la domus aristocratica, espandendosi anche nel portico che in origine le precedeva.

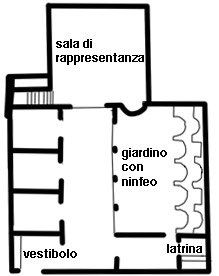
Schema planimetrico del piano terra della domus

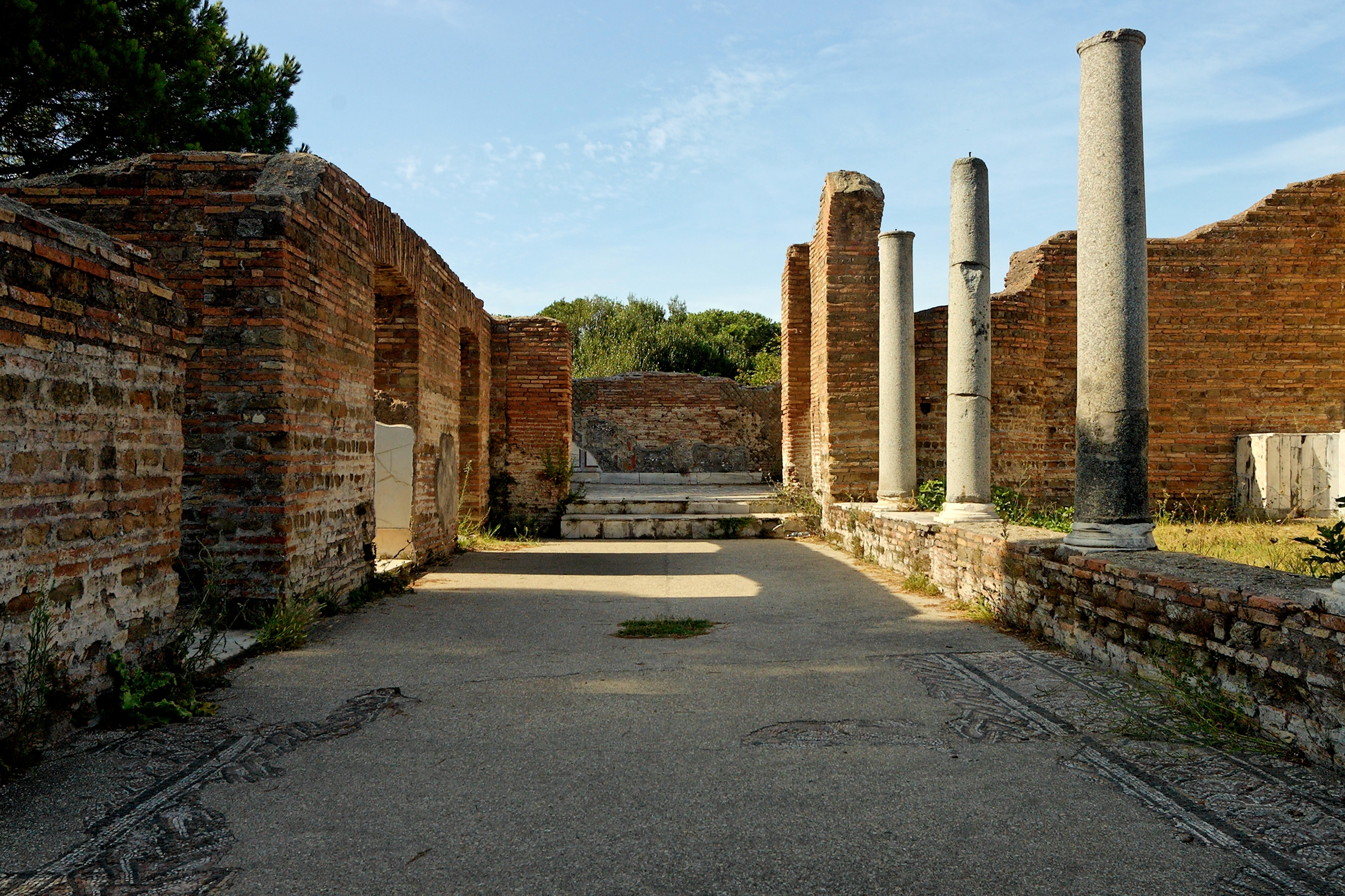
Ambiente centrale della domus di Amore e Psiche: sulla destra le colonne, che un tempo sorreggevano arcate, verso il giardino interno e sul fondo la sala di rappresentanza

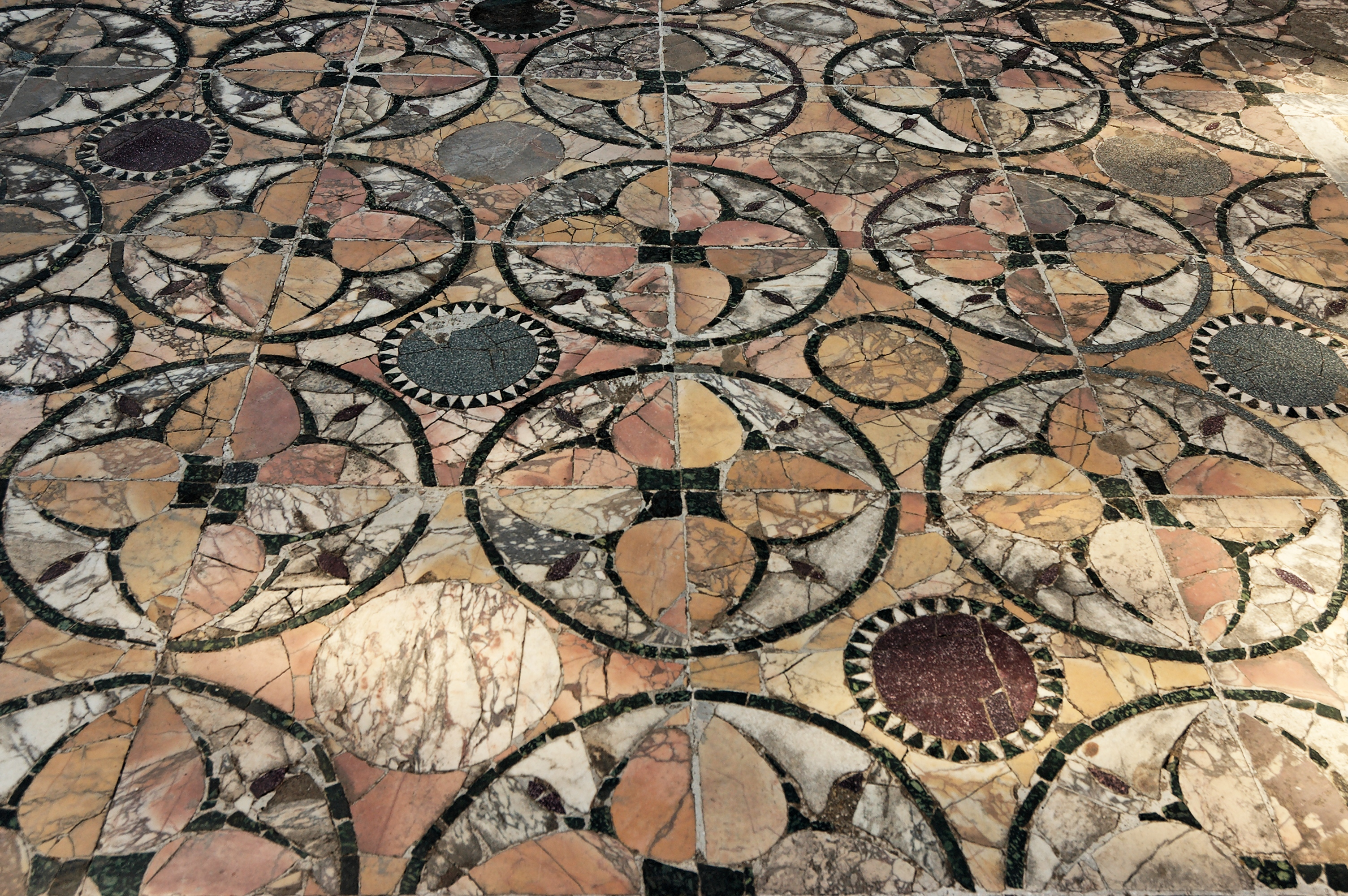
Opus sectile della sala di rappresentanza della domus di Amore e Psiche

L'accesso si trova sul lato sud dell'isolato, con banchi in muratura rivestiti in marmo, addossati alle pareti. Il vestibolo si apre con una porta laterale su un ambiente centrale con banco addossato all'estremità sud e pavimentato con un mosaico geometrico policromo; di fronte all'ingresso un corridoio accede ad una piccola latrina privata.
A sinistra si aprono tre piccole stanze, probabilmente cubicoli: le due laterali sono pavimentate con mosaici geometrici bianchi e neri, e uno aveva pareti affrescate. Il cubicolo centrale aveva il pavimento in opus sectile e un rivestimento in lastre di marmo della parte bassa delle pareti; al centro si trova un sostegno marmoreo che reggeva il piccolo gruppo scultoreo marmore di Amore e Psiche.
Sul lato opposto dell'ambiente centrale, quattro arcate su colonne danno su un piccolo giardino interno, con un ninfeo  sul lato di fondo. Il ninfeo presenta un podio con cinque nicchie semicircolari, con un piccolo scivolo scalettato in marmo per far scendere l'acqua; al di sopra la parete presenta altre cinque nicchie, che accoglievano statue, alternativamente rettangolari e semicircolari, in origine rivestite a mosaico, inquadrate da colonnine in marmo lunense.
Sul fondo, sopraelevata con un gradino, si apre la sala di rappresentanza, che probabilmente doveva avere un'altezza di due piani, con pavimento in opus sectile di grande qualità e con parte inferiore delle pareti rivestita in marmo; sulla parete di ingresso è una nicchia con fontana. Dalla sala si apre sul lato sinistro l'accesso alla scala interna per il piano superiore, che probabilmente si estendeva solamente sulle quattro stanze più piccole.